# Sordariales
Sordariales is een orde van Sordariomycetes uit de subklasse Sordariomycetidae.
Tot deze orde behoort Neurospora crassa die veel wordt gebruikt in genetische en biochemische wetenschappen.

## Kenmerken
De vruchtlichamen zijn relatief groot, ze ontstaan op of dringen door het oppervlak van het substraat. De wand van het vruchtlichaam bestaat uit grote cellen. Bij sommige soorten komen parafysen voor, evenals subapicale bolletjes in de asci. De ascosporen zijn divers, variërend van cilindrische, hyaliene sporen tot ellipsvormige, bruine sporen, vaak met aanhangsels of omhulsels. Anamorfen zijn bij veel soorten afwezig, waar ze voorkomen zijn het licht gepigmenteerde, phialidische, Phialophora-achtige anamorfen. Bij sommige soorten ontkiemen de ascosporen direct tot phialiden.

## Taxonomie
De taxonomische indeling van de Sordariales is als volgt:
Orde: Sordariales
- Familie: Beltraniaceae
- Familie: Cephalothecaceae
- Familie: Chaetomiaceae
- Familie: Chaetosphaeriaceae
- Familie: Coniochaetaceae
- Familie: Diplogelasinosporaceae
- Familie: Lasiosphaeriaceae
- Familie: Naviculisporaceae
- Familie: Neoschizotheciaceae
- Familie: Nitschkiaceae
- Familie: Podosporaceae
- Familie: Schizotheciaceae
- Familie: Sordariaceae